# Германия на «Детском Евровидении»
Германия дебютировала на конкурсе песни «Детское Евровидение» в 2020 году, который проходил в Варшаве, Польша. Детский телеканал KiKA, принадлежащий членам Европейского вещательного союза (ЕВС) ARD и ZDF, транслирует мероприятие в Германии и организует отбор участника страны в сотрудничестве с членом ARD Norddeutscher Rundfunk (NDR).
В 2023 году, на конкурсе в Ницце, FIA с песней «Ohne Worte» заняла 9 место из 16 возможных, что является лучшим результатом страны на данный момент.

## История

### До участия в конкурсе
Изначально Германия собиралась принять участие в 2003 году в Копенгагене, но позже снялась с конкурса. Страна также планировала принять участие в конкурсе 2004 года в Лиллехаммере, но снова снялась с него. В дополнение, NDR транслировал конкурсы 2003, 2015 и 2016 годов. В 2003 году вещатель показывал конкурс с задержкой на телеканале KiKA, в то время, как конкурсы в 2015 и 2016 годах транслировались в прямом эфире через веб-сайт вещателя «Евровидения» с комментариями Томаса Мора.
В мае 2014 года NDR объявил, что не будет дебютировать на «Детском Евровидении – 2014», потому что, по их мнению, конкурс не будет успешным в соответствии с немецкими стандартами телевизионного маркетинга. Однако вещатели наблюдали за конкурсом 2013 года в Киеве и ZDF освещал конкурс 2014 года в Марсе. 1 июля 2015 года ARD запустил онлайн-опрос, чтобы решить следует ли Германии участвовать на «Детском Евровидении – 2015», который будет транслироваться на их детском телеканале KiKA. В конечном итоге дебют Германии не состоялся.
В декабре 2019 года телеканал KiKA подтвердил, что делегация вещателя и NDR следила за конкурсом 2019 года в Гливице, чтобы оценить конкуренцию. Также было подчеркнуто, что до сих пор не было принято никакого решения относительно того, будет ли Германия участвовать в следующем году или нет, однако с ЕВС уже велись переговоры по этому вопросу.

### Дебют
8 июля 2020 года телеканал KiKA подтвердил, что делегация вещателей NDR и ZDF впервые примет участие в конкурсе 2020 года в Варшаве. Первой немецкой участницей стала Сьюзан Оселофф с песней «Stronger With You». Песня была написана певцом Левентом Гейгером, финалистом немецкого детского шоу «Dein Song» в 2015 и 2019 годах. 29 ноября 2020 года Сьюзан заняла последнее место в финале, набрав 66 баллов.
Несмотря на неудачный результат, в феврале 2021 года Германия подтвердила своё участие в конкурсе в Париже. 10 сентября было объявлено, что Паулина Штайнмюллер будет представительницей Германии на «Детском Евровидении – 2021» с песней «Imagine Us». На конкурсе Паулина выступила под первым номером и заняла 17 место с 61 баллом.
2 августа 2022 года немецкие вещатели KiKA и NDR объявили, что Германия не будет принимать участие в «Детском Евровидении – 2022» в Ереване, желая сделать «творческий перерыв» и сославшись на предупреждения о поездках в Армению, введённых правительством Германии. Также было подтверждено, что несмотря на неучастие страны, телеканал KiKA всё равно будет транслировать конкурс.
4 декабря 2022 года было объявлено о готовящемся возвращении на «Детское Евровидение – 2023». 3 апреля 2023 года эта информация официально подтвердилась. 18 сентября стало известно, что FIA с песней «Ohne Worte» представит Германию на конкурсе в Ницце. По результатам голосования FIA заняла 9 место со 107 баллами, что является лучшим результатом страны на данный момент.
15 мая 2024 года немецкие вещатели NDR и KiKA подтвердили участие Германии в «Детском Евровидении – 2024». 1 июля было объявлено, что Бьярне с песней «Save The Best For Us» отправится на конкурс в Мадрид.

## Участники
Победитель
     Второе место
     Третье место
     Четвёртое место
     Пятое место
     Последнее место
     Не участвовала или была дисквалифицирована
     Несостоявшееся участие
| 2020                       | Варшава | Сьюзан  | «Stronger With You»    | «Сильнее с тобой»          | Немецкий, английский  | 12 | 66  |
| 2021                       | Париж   | Паулина | «Imagine Us»           | «Представь нас»            | Немецкий, английский  | 17 | 61  |
| Не участвовала в 2022 году |         |         |                        |                            |                       |    |     |
| 2023                       | Ницца   | FIA     | «Ohne Worte»           | «Без слов»                 | Немецкий, язык жестов | 9  | 107 |
| 2024                       | Мадрид  | Бьярне  | «Save The Best For Us» | «Сохраните лучшее для нас» | Немецкий, английский  | 11 | 71  |
| Не участвовала в 2025 году |         |         |                        |                            |                       |    |     |

### Фотогалерея

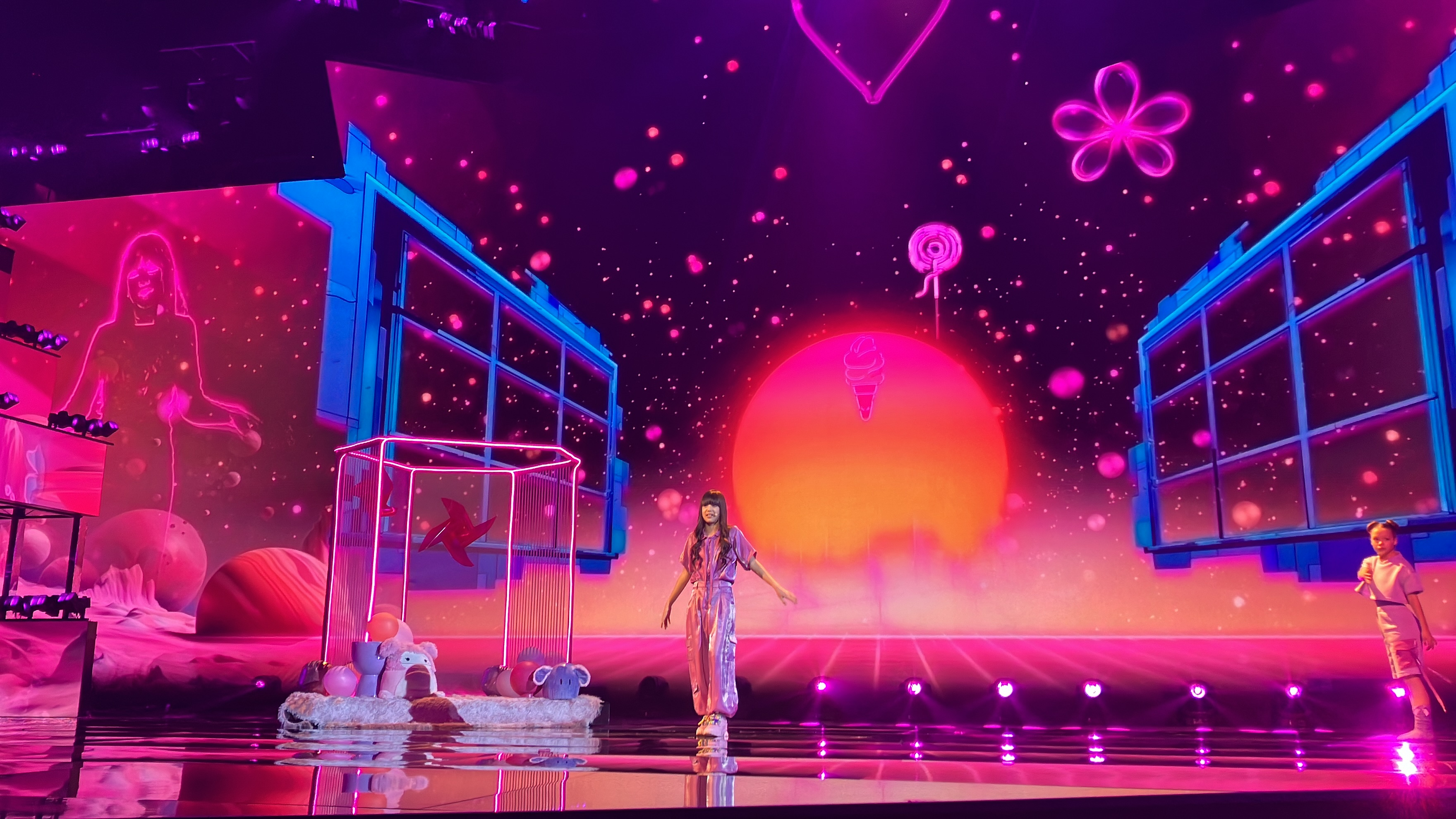
FIA в Ницце (2023)

## Родные города немецких участников
Фиа Марилин родилась в китайском городе Шанхай. После рождения сестры семья переехала обратно в Германию и сейчас проживает в Берлине.
| Страна   | Земля / Регион  | Населённый пункт | Участник            |
| -------- | --------------- | ---------------- | ------------------- |
| Германия | Берлин          | г. Берлин        | Сьюзан Оселофф      |
| Германия | Нижняя Саксония | г. Дипхольц      | Бьярне Патера       |
| Германия | Рейнланд-Пфальц | г. Кобленц       | Паулина Штайнмюллер |
| Китай    | Шанхай          | г. Шанхай        | Фиа Марилин         |

## Комментаторы и глашатаи
Конкурсы транслируются онлайн по всему миру через официальный сайт песенного конкурса «Детское Евровидение» и YouTube-канал. Немецкий телеканал KiKA присылает на каждый конкурс своих комментаторов, чтобы они комментировали конкурс на немецком языке. Глашатаи также самостоятельно выбираются национальным вещателем для того, чтобы объявлять баллы от Германии. Ниже в таблице приведена подробная информация о каждом комментаторе и глашатае, начиная с 2020 года. До своего первого участия Германия транслировала конкурс три раза.
| Год       | Вещатель(и)      | Комментатор(ы)              | Глашатай       | Ист.          |
| --------- | ---------------- | --------------------------- | -------------- | ------------- |
| 2003      | KiKA             | Неизвестно                  | Не участвовала | [ 20 ]        |
| 2004–2014 | Не транслировала | Не транслировала            | Не участвовала | N/A           |
| 2015      | Веб-сайт NDR     | Томас Мор                   | Не участвовала | [ 21 ]        |
| 2016      | Веб-сайт NDR     | Томас Мор                   | Не участвовала | [ 21 ]        |
| 2017–2019 | Не транслировала | Не транслировала            | Не участвовала | N/A           |
| 2020      | KiKA             | Бюргер Ларс Дитрих          | Оливия         | [ 22 ]        |
| 2021      | KiKA             | Константин Цёллер           | Венетия        | [ 23 ] [ 24 ] |
| 2022      | KiKA             | Константин Цёллер           | Не участвовала | [ 14 ] [ 25 ] |
| 2023      | KiKA             | Константин Цёллер           | Вивьен Крейг   | [ 26 ]        |
| 2024      | KiKA             | Константин Цёллер           | TBA            | [ 27 ] [ 28 ] |
| 2024      | WDR Maus         | Анника Витцель и Макс Плейт | TBA            | [ 29 ] [ 30 ] |

### Комментарии
1. ↑  Содержит фразы на английском, 
 испанском, французском языках.